# まむしの兄弟
『まむしの兄弟』（まむしのきょうだい）は、日本のヤクザ映画のシリーズ。1971年から1975年にかけて東映でシリーズ計9本が菅原文太・川地民夫主演で制作されたのち、1997年に柳葉敏郎・中村繁之主演でリメイク版が製作された。
侠客を称する義兄弟が、悪人相手に戦う物語。

## 作品の特徴
脚本の高田宏治は従来のヤクザ映画にコメディ要素を入れたストーリーを仕立て、主役の政（演・菅原文太）、その義弟の勝（演・川地民夫）は徹底して頭の悪い登場人物として描かれている。社会の底辺で生きる二人がある目標を立てる（安藤昇扮する金筋ヤクザなど）が、オツムの足りないのが仇になって、悪玉のヤクザに利用され、結果的に周囲の人間を巻き込んでしまうというのがシリーズのお決まりである。
二人ぼっちだが独立心は旺盛で、警察やヤクザ組織に対する反骨精神が強く、根は優しく、極悪非道な輩に対しては容赦しない、という主人公コンビの性格はシリーズを通して貫き通され、戦災孤児であるコンビそれぞれの母親への思いも、全編を通じて描かれている。そのため、他のヤクザ映画に比べ、叙情的な印象を受ける作品に仕上がっている。

### シリーズの基本パターン（例外あり）
- 政が刑務所から出所したところを勝が迎えにくる。
- 出所祝いに二人が豪遊する。
- 途中でヤクザたちと喧嘩するが、負けて、川や海に投げ捨てられる。
- 政が美女に惚れ、付きまとう。
- その美女は政と勝が喧嘩した組織と何らかの確執がある。
- 政と勝は協力しようと、組織に再度、喧嘩を売るが上手く言い包められてしまう。
- 周囲の仲間が巻き込まれる。
- 政と勝は仲間の仇を取るために殴りこみをかける（大抵、車でその建物に突っ込む）。
- 悪人たちを葬った後、警察に逮捕される。

## シリーズタイトル
- 懲役太郎 まむしの兄弟（1971年）
- まむしの兄弟 お礼参り（1971年）
- まむしの兄弟 懲役十三回（1972年）
- まむしの兄弟 傷害恐喝十八犯（1972年）
- まむしの兄弟 刑務所暮し四年半（1973年）
- まむしの兄弟 恐喝三億円（1973年）
- まむしの兄弟 二人合わせて30犯（1974年）
- 極道VSまむし（1974年）
- まむしと青大将（1975年）
- まむしの兄弟（主演・柳葉敏郎）（1997年）

## エピソード
- 神戸・番町の愚連隊であった加茂田重政と俊治の従兄弟がモデルという説が『週刊アサヒ芸能』[信頼性要検証]にあったが信憑性はない。
- 菅原文太のファンである明石家さんまは、自身司会のテレビ番組『さんまのまんま』において、菅原本人の前で川地民夫の真似をするというハシャギぶりを見せている。その縁もあって、さんまは1997年のリメイク版に出演しており、たまたまそれを見たビートたけしから「お前アレは笑ったぞ」とその演技を酷評された。
- 脚本の高田宏治は映画『ブルース・ブラザース』について、「あの監督がもし『まむし』を見てないといったら、それはウソだね」と語っている[いつ?]。